# 33406 Saltzman
33406 Saltzman este o planetă minoră (asteroid), cu un diametru de 5,418 km, din centura de asteroizi. A fost descoperită pe 12 februarie 1999 la Experimental Test Site⁠(d) de Lincoln Near-Earth Asteroid Research. 
Obiectul prezintă o orbită caracterizată de o semiaxă mare de 2,3389728 UAi, o excentricitate de 0,16, o înclinație de 2,70345 ° în raport cu ecliptica.